# 交響曲第43番 (ハイドン)

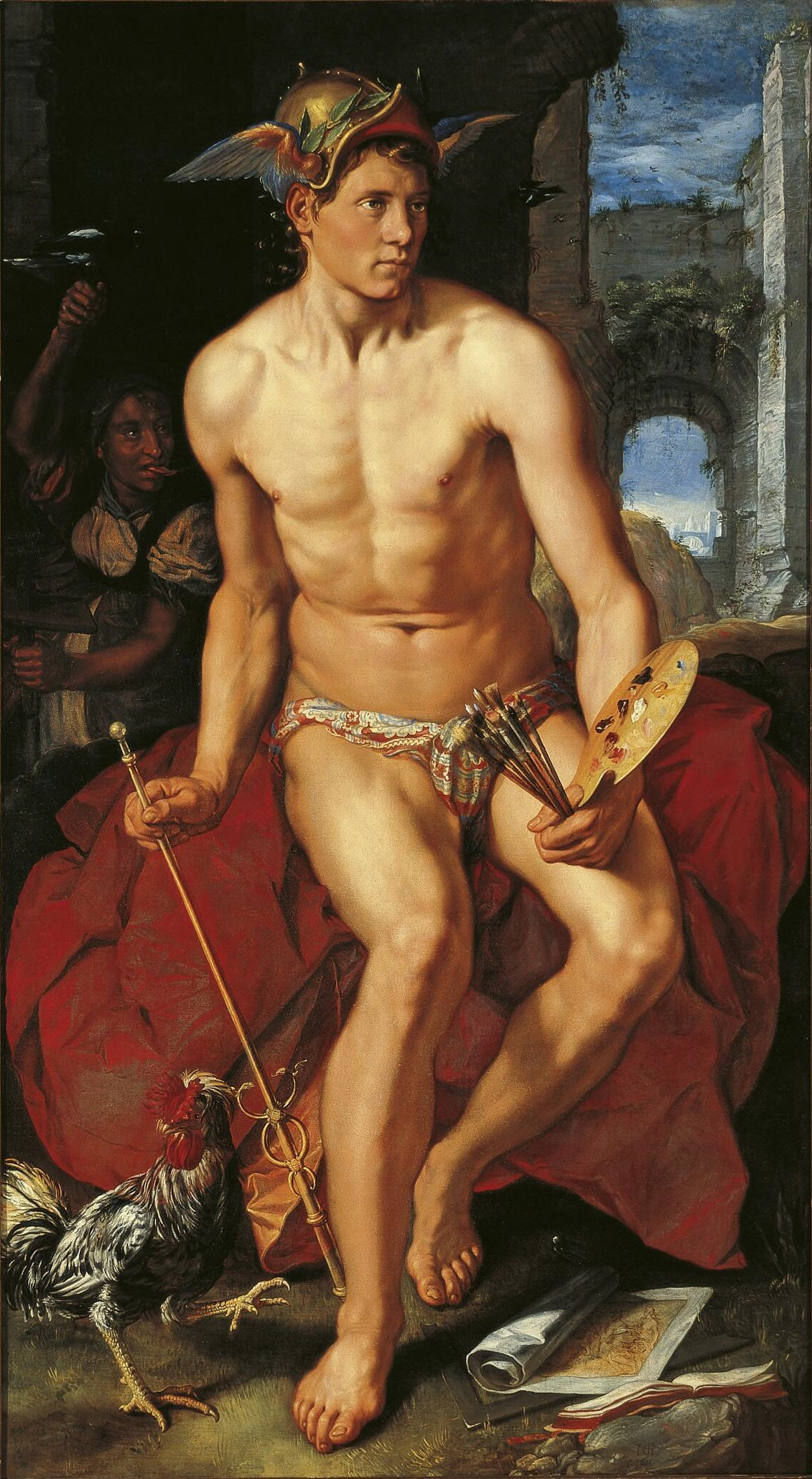
ローマ神話のマーキュリー神（ヘンドリック・ホルツィウス作『メルクリウス』、1611年）

交響曲第43番 変ホ長調 Hob. I:43 は、フランツ・ヨーゼフ・ハイドンが作曲した交響曲。『マーキュリー』（あるいは『水星』、独: Merkur）の愛称で知られる。

## 概要
第44番『悲しみ』と同様に、1772年のブライトコプフ・ウント・ヘルテル社のカタログに記載されており、1771年前後に作曲されたと考えられている。激しい第44番とは対照的な、明るく爽やかな調子の曲である。

### 愛称の由来
『マーキュリー』という愛称はハイドン自身によるものではなく、1839年にアロイス・フックスによって書かれた手書きの目録に初めて現れるが、由来は不明である。
ジャン・パン（Jean Pang）は、この愛称が第50番との混同であったのではないかと推測しており、それは第50番の最初の2楽章が、ハイドン自身が作曲した人形劇『フィレモンとバウキス』（Philemon und Baucis, Hob. XXIXa:1）の序曲を引用しており、この劇の登場人物として「メルクール」（マーキュリー）が登場するためである。

## 編成
オーボエ2、ホルン2、第1ヴァイオリン、第2ヴァイオリン、ヴィオラ、低音（チェロ、ファゴット、コントラバス）。

## 曲の構成
全4楽章、演奏時間は約25分。
- 第1楽章 アレグロ
変ホ長調、4分の3拍子、ソナタ形式。

同音の4回の繰り返しに始まる、長い穏やかな第1主題がヴァイオリンによって演奏され、華やかに盛り上がって変ロ長調に転調した後にも繰り返される。展開部もこの主題が支配する。

- 第2楽章 アダージョ
変イ長調、4分の2拍子、ソナタ形式。
弱音器をつけたヴァイオリンによって主題が演奏される。管楽器の使用は全体に控えめである。展開は弦楽器のみにより、短調で始まった後に和音を変えながら同じ音型が繰り返される。

- 第3楽章 メヌエット - トリオ
変ホ長調、4分の3拍子。

メヌエット主部とトリオの双方ともかなり単純な曲である。H.C.ロビンス・ランドンは「流行歌」（Hit tunes）を旋律に持っていると言っている[6]。

- 第4楽章 フィナーレ：アレグロ
変ホ長調、2分の2拍子（アラ・ブレーヴェ）、ソナタ形式。
再び長めの穏やかな主題で始まる。再現部の後にコーダが付加され、いったん  まで音を落とした後、全休止を挟んで華やかに終わる。